# Liutprand
Liutprand je bio langobardski kralj od 712. do 744., a pamti ga se poglavito po dugoj vladavini punoj uglavnom uspješnih sukoba s većinom tadašnje Italije, iskoristivši slabost Bizanta na čiji račun je povećao posjede u Emiliji i Romagni.
Prema Pavlu Đakonu, njegov život počeo je surovo. Njegov otac bio je prognan u Bavarsku, njegovog starijeg brata Sigiperta oslijepio je Aripert II., tadašnji langobardski kralj, a njegovu majku i sestru dao je osakatiti. Liutprand je bio pošteđen jer je zbog svoje mladosti djelovao bezopasno. Nakon puštanja na slobodu, dopušteno mu je da se pridruži svom ocu.

## Vladavina
Liutprand, koji je bio sin Anspranda, vojvode Astija i nakratko kralja Langobarda počela je dan prije smrti njegovog oca, kada su magnati pozvani na njegovu samrtnu postelju pristali proglasiti Liutpranda suvladarom. Liutprandovo kraljevanje potrajalo je 31 godinu. Unutar Langobardskog Kraljevstva bio je priznati zakonodavac besprijekorne privrženosti katoličanstvu.

## Odnosi sAgilolfinzima
Na samom početku vladavine, Liutprandov glavni saveznik među vladarima susjednih zemalja bio je Theodo I., član bavarske plemićke obitelji Agilolfinga, franački vojvoda Bavarske. Njegova pomoć u Ansprandovo ime pomogla je Liutprandu osvojiti prijestolje. Theodo ga je prihvatio kada je Aripert II. njega i njegovog oca privremeno izgnao, a gostoljubivost je kasnije učvršćena bračnim vezivanjem - Liutprand je za suprugu uzeo Guntrudu Agilolfing. Srž Theodove politike bio je otpor prema merovinškim majordomima i njihovom približavanju područjima sjeverno od Alpa, što Liutpranda nije toliko zanimalo kao kontrola nad prometnim prolazim u današnjem talijanskom sjevernoalpskom području. U proljeće 712., Theodov sin Theodebert je s Ansprandom pomogao Liutprandu u napadu na suparničke langobardske utvrde, i utapanjem glavnog rivala Ariperta, Ansprandova skupina ponovo je osvojila moć u Paviji
Theodo umire 717. ili 718. Pod vladavinom njegovog nasljednika, veze Langobarda s Agilolfinzima su oslabile. Sve dok ga nije odvratila
Theodo died in 717 or 718; under his successor the Lombard ties with the Agilolfing weakened. Sve do uplitanja u bizantsku politiku 726., Liutprandovi glavni vojni napori bili su usmjereni u osvajanje bavarskih dvoraca na rijeci Adige.

## Ratovi s Bizantom
U rano doba svoje vladavine, Liutprand nije napadao ni Ravenski egzarhat, ni papinske posjede. Ali 726. godine car Leon III. proglašava prvi od niza edikata koji zabranjuju vjerske slike ili ikone (ikonoklazam). Papa Grgur II. naređuje narodu otpor, te bizantskog vojvodu Napulja Exhiliratusa ubija svjetina u pokušaju uništavanja carske naredbe uništavanja svih ikona. Liutprand izabire ovaj trenutak podjele kako bi napao bizantske posjede u Emiliji. 727. godine prelazi rijeku Po i zauzima Bolognu, Osimo, Rimini i Anconu, kao i druge gradove u Emiliji i Pentapolis. Zauzeo je i ravensku luku Classis, ali nije mogao od egzarha Pavla osvojiti Ravennu. No egzarh Pavao uskoro pogiba u pobuni, te se Ravenna 737. predaje Liutprandu gotovo bez borbe.
Prve maurske provale na Korziku počinju između 713. i 719. Postupajući kao zaštitnik Katoličke crkve i njenih vjernika, Liutprand je Korziku podvrgnuo langobardskoj vlasti (oko 725.), iako je ona nominalno još bila bizantska. Korzika je ostala dijelom langobardskog kraljevstva čak i nakon franačkog osvajanja, do kada su tu langobardski zemljoposjednici i crkva uspostavili značajnu prisutnost.

### Predaja Sutrija
Iako je tek na njegovim nasljednicima ostalo dokrajčiti Ravenski Egzarhat, Liutprand je svojim pohodima označio kraj bizantske prisutnosti na Apeninskom poluotoku. Krenuvši prema Rimu cestom Via Cassia u drevnom gradu Sutri susreo se 728. godine s papom Grgurom II. Tamo su postigli dogovor prema se Sutri i nekoliko gradova u Laciju predaju Svetoj Stolici (Liber Pontificalis) "kao dar blagoslovljenim apostolima Petru i Pavlu". To je bilo prvo širenje papinskog teritorija izvan prostora rimskog vojvodstva, što označava početak Papinske Države.